# Mirusodens
Mirusodens is een geslacht van uitgestorven zoogdieren uit de orde Euharamiyida. Dit dier leefde tijdens het Laat-Jura in wat nu de Volksrepubliek China is. 

## Fossiele vondst
Mirusodens werd in 2023 beschreven op basis van een fossiel skelet met afdrukken van gedifferentieerde haren en klauwen. Het fossiel werd gevonden in de Chinese Daohugou Beds met een ouderdom van ongeveer 168 tot 164 miljoen jaar. Mirusodens maakt deel uit van de Yanliao Biota, samen met diverse andere soorten uit de Euharamiyida en andere zoogdieren zoals Castorocauda en Volaticotherium.

## Kenmerken
Mirusodens had een schedel van 34 mm lang en een graciele lichaamsbouw passend bij een boombewonend dier. De rangschikking van de haarafdrukken wijst op een mogelijk patagium en dus een zweefvliegende leefwijze zoals diverse verwanten. 

## Verwantschap
De bouw van het gebit van Mirusodens ondersteunt indeling van de Euharamiyida binnen de Allotheria, samen met de Multituberculata en Gondwanatheria.